# アブドゥッラヒム・ワルダク

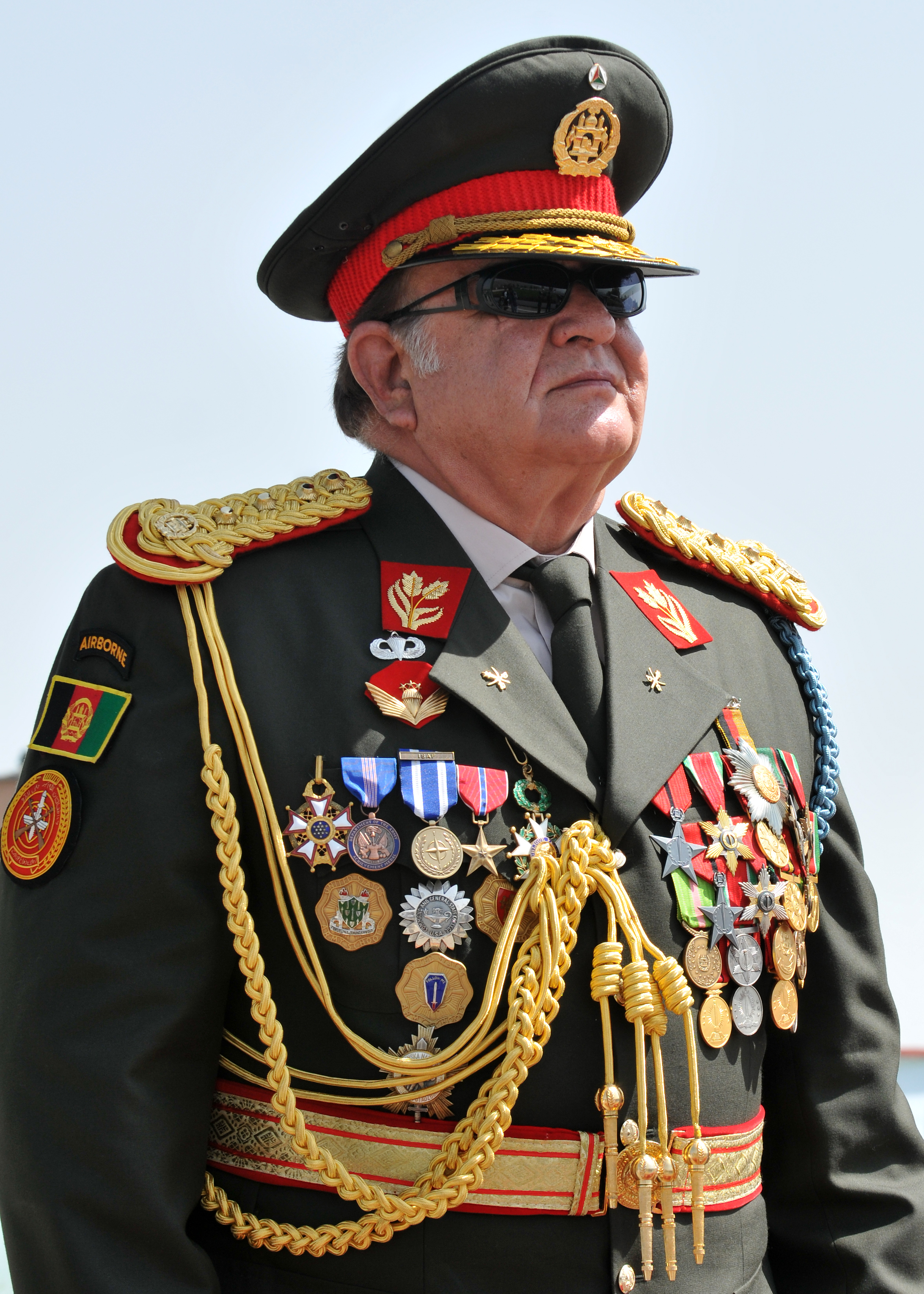
2011年8月19日、アフガニスタン独立記念日の記念式典にて

アブドゥッラヒーム・ワルダク（パシュトー語: عبدالرحيم وردګ、羅:Abdurrahim Wardak、1946年 - ）は、アフガニスタンの政治家、軍人。

## 経歴
ヴァルダク州出身。パシュトゥーン人。アブドゥルガニー・ワルダクの息子。
1962年、カーブル士官学校を卒業し、アメリカとエジプトの軍事学校で教育を受けた。1976年からアフガン陸軍で各職を務めた。
1980年代中盤、ムジャーヒディーン側に移り、サイード・アフマド・ギラニのアフガニスタン民族イスラム戦線に参加した。1988年3月、ジャラーラーバードのムジャーヒディーンの統合本部を指揮。
1990年代中盤、欧州に移民し、ザーヒル・シャー元国王の側近となった。
2001年末、パキスタンに移住し、ザーヒル・シャーにより新国軍の国防相兼総司令官に任命され、王政復興のための交渉を行った。2002年12月、新国軍の新兵募集委員会議長。
2003年9月20日、国防第一次官。2004年12月23日、国防相。2010年1月2日、国防相に再任。
2012年8月7日、下院での解任決議を受け国防相を辞任した。